# Sandrine Goetz
Sandrine Goetz (* 19. Juni 1999) ist eine Schweizer Unihockeyspielerin, welche von 2017 bis 2022 beim Nationalliga-A-Verein UH Red Lions Frauenfeld unter Vertrag stand.

## Karriere
Goetz stammt aus dem Nachwuchs des UHT Hot Shots Bronschhofen und wechselte später in die Nachwuchsabteilung der Red Lions Frauenfeld. Während der Saison 2017/18 stand Goetz erstmals im Kader der ersten Mannschaft. Ab 2020 gehörte sie fix dem Kader der ersten Mannschaft an.